# Daniël Apolonius Delprat
Daniël Apolonius Delprat (Amsterdam, 10 januari 1890 - aldaar, 20 maart 1988) was een Nederlands bestuurder en politicus voor de Volkspartij voor Vrijheid en Democratie (VVD).

## Levensloop
Daniël Delprat werd geboren als zoon van de huisarts en curator aan de Universiteit van Amsterdam Constant Charles Delprat (1854-1934) en Catharina Elisabeth Reynvaan (1859-1954). Na de HBS in Amsterdam studeerde Delprat rechtswetenschap aan de Universiteit van Amsterdam. Na het hebben vervuld van vele bedrijfsfuncties werd hij in 1921 lid van de Volksraad (Nederlands-Indië). Van 1927 tot 1957 was hij directeur van de Stoomvaart-Maatschappij Nederland. Daarna was hij bestuursvoorzitter van de Koninklijke Java-China-Paketvaart Lijnen en de Koninklijke Paketvaart Maatschappij, alsmede commissaris bij de Koninklijke Nederlandsche Stoomboot-Maatschappij (KNSM).Van 18 maart 1958 tot 16 september 1969 was Delprat lid van de Eerste Kamer der Staten-Generaal. In de Eerste Kamer der Staten-Generaal hield hij zich voornamelijk bezig met justitie, economische zaken, sociale zaken en verkeer en waterstaat.
In 1970 werd Delprat benoemd tot erelid van de VVD. Daarnaast was hij erevoorzitter van de Kamer van Koophandel van Amsterdam en drager van de Gouden eremedaille van de stad Amsterdam. In 1915 trouwde Delprat met Saskia Veth (1889-1969), dochter van kunstschilder prof. dr. Jan Veth (1864-1925). In 1973 trouwde hij te Bussum met de juriste mr. Martine Labouchere (1936), van 1984 tot 2014 grootmeesteres van Beatrix der Nederlanden en daarna van Willem-Alexander. Na het overlijden van Delprat in 1988 huwde Martine Labouchere in 1991 prof. jhr. mr. dr. Maurits van Loon (1923-2006).

## Ridderorden
- Ridder in de Orde van de Nederlandse Leeuw
- Grootofficier in de Orde van Oranje-Nassau

- Biografisch Portaal: 63401303
- International Standard Name Identifier: 0000 0000 2625 2629
- Library of Congress Control Number: n83120937
- Nederlandse Thesaurus van Auteursnamen: 069188815
- Parlement.com: vg09lkzoq3ce
- Virtual International Authority File: 16143508
- WorldCat: E39PBJv8DWcchjGGv6mrr8dbBP